# Vermeer e il codice segreto
Vermeer e il codice segreto (Chasing Vermeer) è un romanzo per ragazzi della scrittrice statunitense Blue Balliett.
La copertina dell'edizione italiana lo definisce "Il codice da Vinci per ragazzi", al cui successo si riallaccia il titolo italiano (la parola "codice" non è infatti presente nel titolo originale).

## Trama
Petra Andalee, ragazza curiosa, enigmatica e timida, e Calder Pillay, tipo strano e misterioso, frequentano la 1ª media. Diventando amici, scoprono assurde situazioni e strane coincidenze, come ad esempio il libro "Guarda!" di Charles Fort, che parla di un quadro di Jan Vermeer, "La donna che scrive" e dei suoi strani misteri. Quando il quadro viene rubato da un ladro, apparentemente folle, che invia lettere anonime ai giornali di tutto il mondo, Petra e Calder decidono di approfondire. Così il libro si snoda in una serie di avventure e di misteri.

## Successo e premi
Il romanzo ha avuto molto successo: è stato tradotto in numerose lingue, ha poi vinto il Chicago Tribune Prize e altri premi letterari. Sull'onda del successo, la Warner Bros. ha acquistato i diritti per l'adattamento cinematografico.
Del romanzo esiste un sequel, intitolato Il codice Wright.